# Невоље на путу
Невоље на путу (енгл. Trouble Along the Way) је амерички филм из 1953. режисера Мајкла Кертиза, са Џоном Вејном и Доном Рид у главним улогама.

## Улоге
- Џон Вејн	.... Стив Алојшус Вилијамс
- Дона Рид	.... 	Алис Синглтон
- Чарлс Коберн	.... 	отац Берк
- Том Тали	.... 	отац Малон
- Шери Џексон	.... 	Карол Вилијамс
- Мари Виндзор	.... 	Ен Макормик